# Günther Schumacher
Pour les articles homonymes, voir Schumacher.
Günther Schumacher (né le 27 juin 1949 à Rostock) est un coureur cycliste allemand. Spécialisé dans la poursuite par équipes, il a été deux fois champion olympique de cette discipline, en 1972 à Munich et en 1976 à Montréal, et quatre fois champion du monde amateurs, en 1970 et de 1973 à 1975.

## Palmarès

### Jeux olympiques
- Munich 1972
  -  Champion olympique de poursuite par équipes (avec Jürgen Colombo, Günter Haritz, Udo Hempel)
- Montréal 1976
  -  Champion olympique de poursuite par équipes (avec Gregor Braun, Hans Lutz et Peter Vonhof)

### Championnats du monde
- 1970
  -  Champion du monde de poursuite par équipes amateurs (avec Günter Haritz, Peter Vonhof, Hans Lutz)
- 1973
  -  Champion du monde de poursuite par équipes amateurs (avec Günter Haritz, Peter Vonhof, Hans Lutz)
- 1974
  -  Champion du monde de poursuite par équipes amateurs (avec Dietrich Thurau, Peter Vonhof, Hans Lutz)
- 1975
  -  Champion du monde de poursuite par équipes amateurs (avec Gregor Braun, Peter Vonhof, Hans Lutz)
- 1977
  -  Médaillé d'argent de la poursuite par équipes
  -  Médaillé d'argent du kilomètre